# Pablo Frontini
Pablo Javier Frontini (Buenos Aires, 3 maggio 1984) è un allenatore di calcio ed ex calciatore argentino, di ruolo difensore, tecnico del San Telmo.

## Caratteristiche tecniche
È un difensore centrale.

## Palmarès

### Giocatore

#### Competizioni nazionali
- Campionato argentino: 1

River Plate: Clausura 2004
- Campionato boliviano: 1

Bolívar: Torneo Adecuación 2011